# Jameson (ír whisky)

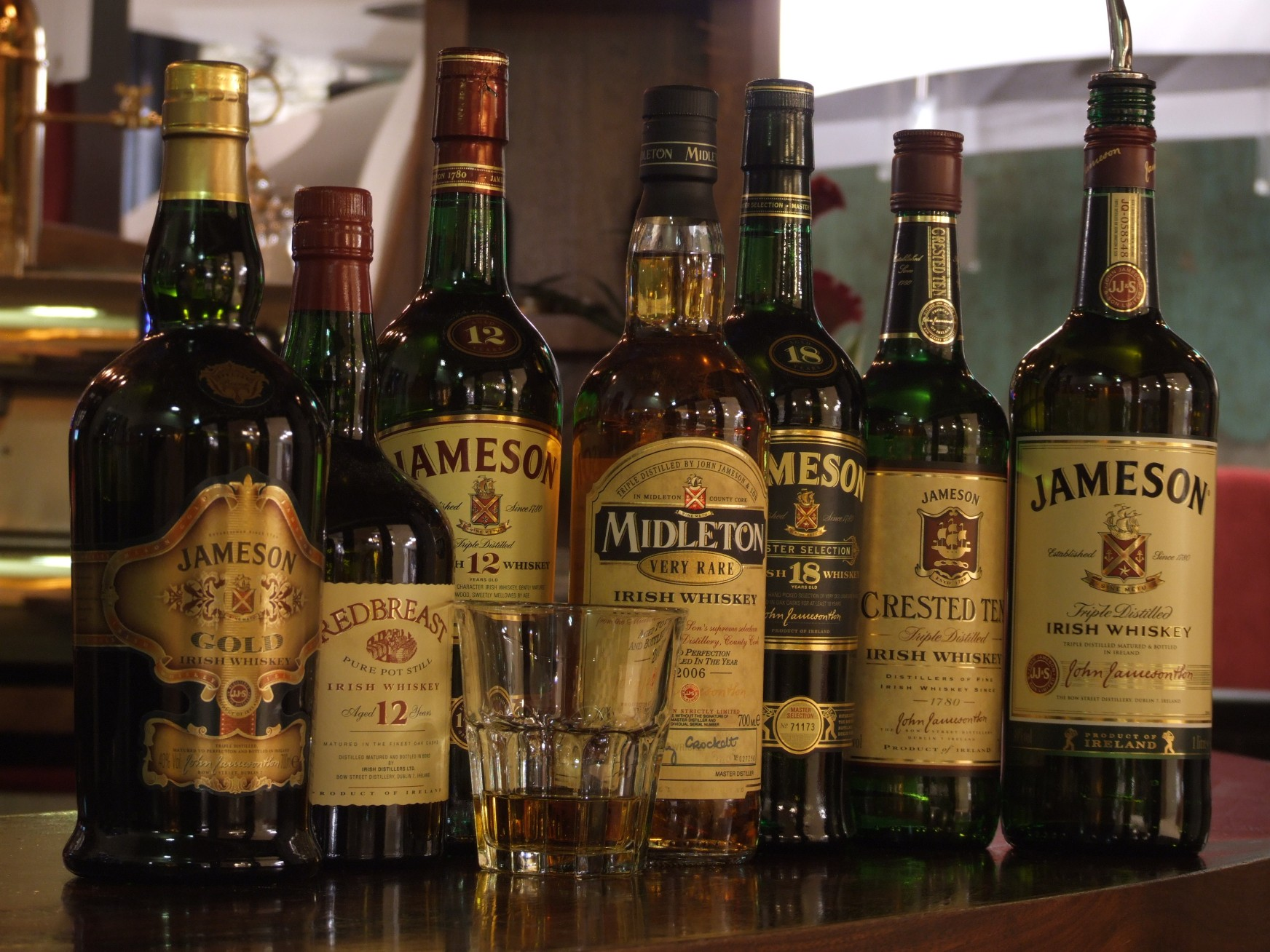
Jameson

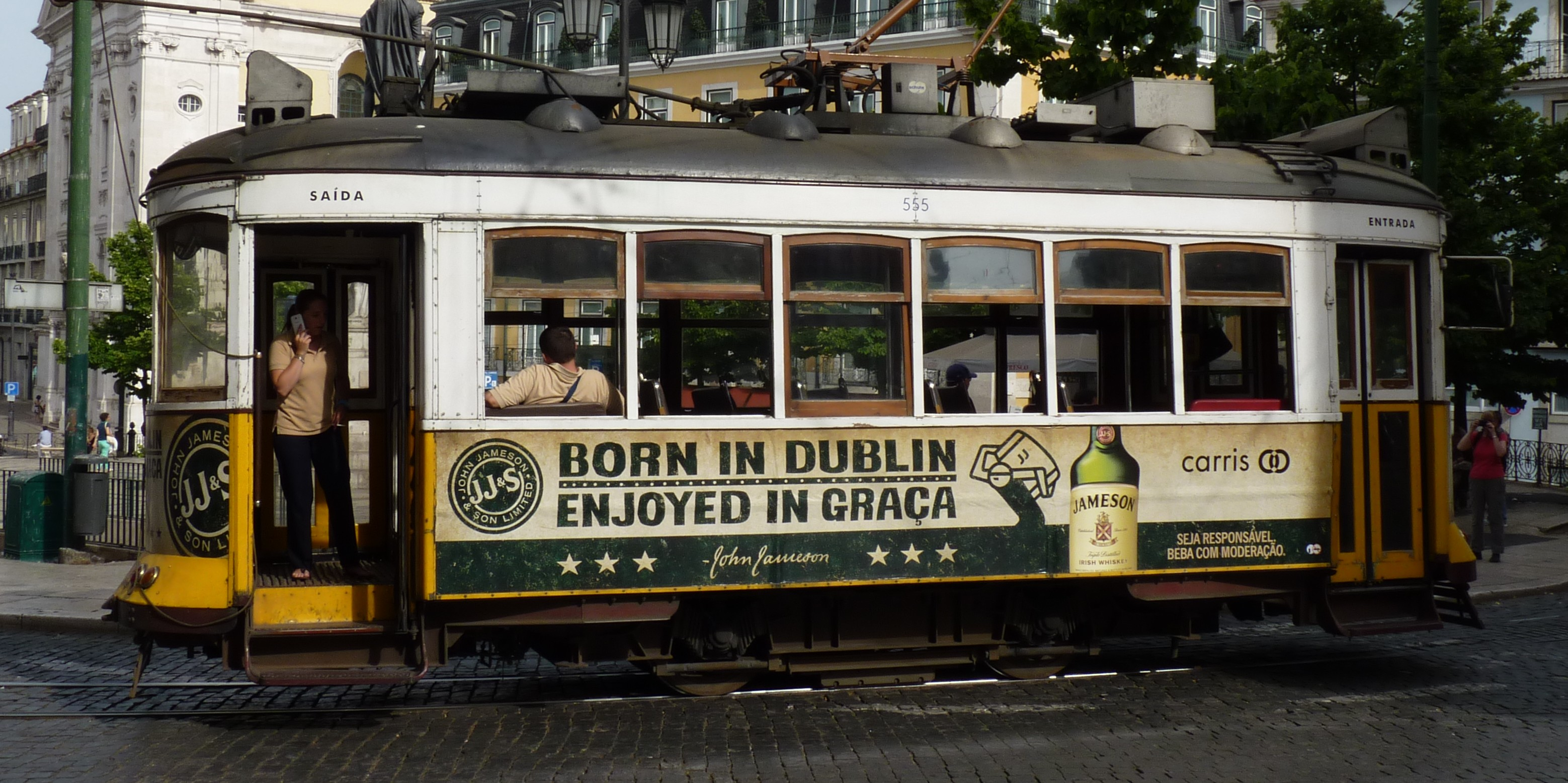
Jameson-reklám egy lisszaboni villamoson

A Jameson Irish Whiskey egy ír whisky.

## Története
A Jameson története 1770-ben kezdődött.
A Jameson cég alapítója John Jameson, 1770-ben költözött Dublinba. Fiai megismerkedtek a whiskykészítő John Steinnel, akinek Dublinban a Bow Streeten volt whiskylepárlója. Az idősebbik Jameson fivér, John, feleségül vette John Stein lányát, és átvette a lepárló irányítását és vezetését. 1780-ban, mindössze 10 évvel azután hogy a család Dublinba érkezett, id. John Jameson átvette és felvirágoztatta a vállalkozást.
Az amerikai szesztilalom érzékenyen érintette a Jamesont. A vállalat számára meghatározó amerikai export hirtelen lehetetlenné vált. A tilalom felfüggesztése után, a hirtelen megnövekedett amerikai whisky-igény kielégítésére nem volt elég jó minőségű és hosszan érlelt ír whisky a raktárakban. A 60-as évek elején az ír whiskykészítők arra a megállapításra jutottak, hogy a nemzetközi piacok visszanyerése csak közös erővel lehetséges, ezért 1966-ban egyesült a három nagy ír whiskygyártó: a John Jameson and Son, a John Power and Son és a Cork Distilleries Company, és megalapították az Irish Distillers Group-ot (IDG). A Jameson főhadiszállásának georgia-i, viktoriánus épülete lett az Irish Distillers központja Dublinban.
A vállalat komplexuma konferencia- és látogatói centrummal bővült ki, és mivel a dublini lepárlók már nem tudták kielégíteni a megnövekedett keresletet, Midletonban egy új lepárló is létesült.
Ugyan a Jameson már évszázadok óta készít whiskyt, maga a Jameson márka fiatal, 1968-ban született meg, mert John Jameson és utódai a készített whiskyket korábban soha nem palackozták, hanem hordókban adták el különböző palackozóknak. Az így palackozott whiskyket aztán ellátták a Jameson minőségi címkével, amelyen mindig a palackozó neve is szerepelt. A John Jameson & Son először 1968-ban palackozott whiskyt.
1988-ban az Irish Distillers a Pernod Ricard tulajdonába került.
Több mint 17 millió litert adnak el belőle évente a világon mintegy 75 országban.

## Külső hivatkozások
- Hivatalos magyar honlap
- Hivatalos magyarországi forgalmazó